# Henrik Klingenberg
Henrik "Henkka" Klingenberg (nacido el 21 de octubre de 1978 en Mariehamn, Åland, Finlandia) es el actual tecladista de la banda finlandesa de power metal Sonata Arctica. Se unió a la banda a finales del 2002, justo para unirse a la gira que siguió luego de la grabación de Winterheart's Guild, el cual fue lanzado en 2003; y actualmente reside en Kokkola, Finlandia, cuando la banda no está de gira. 

## Carrera
Aparte de su envolvimiento con Sonata Arctica, Klingenberg es también parte de la banda in Silence y del grupo de groove metal Mental Care Foundation (donde es vocalista). Recientemente ha iniciado un proyecto paralelo de death metal melódico llamado Graveyard Shift con su antiguo compañero de banda Jani Liimatainen.
Antes de unirse a Sonata Arctica, participó en un gran número de bandas que –según menciona en la web oficial de Sonata Arctica– son demasiadas para mencionar. Entre sus agrupaciones previas destaca una banda de progressive power metal llamada Requiem, con la que grabó dos álbumes.
Klingenberg usa dos modelos de teclado tipo keytar (Roland AX-1, luego el Roland AX-7, y ahora el AX-Synth) así como sintetizadores Kurzweil, Korg Karma o Korg Triton.

## Personalidad
Sonata Arctica invitó a Klingenberg a unirse luego de pasar el tiempo bebiendo con él y otro candidato, ya que lo que más buscaban era que el nuevo miembro encajara con los demás integrantes tanto musical como socialmente hablando.
Durante los shows en vivo, los teclados portátiles (keytars) de Henrik le permiten agregar más energía y movimiento en las actuaciones de la banda, recorriendo todo el escenario de una manera similar a como los guitarristas suelen hacer. En el DVD en vivo For The Sake Of Revenge Henrik destroza su Roland AX-7 pintado por él a mano, azotándolo numerosas veces contra el piso del escenario, en un evento que fue referido como 'El Fin de este Teclado' ('The End of this Keyboard' en inglés, como referencia a la canción 'The End of this Chapter'). Este acto refleja similitud con las costumbres "destructoras" de instrumentos propios de The Who, siendo este un cliché del rock y el metal, y por tanto mostrando a Henrik como un intérprete más "tradicional".
En el documental The Men of the North in the Land of the Rising Sun incluido en el mismo DVD, Henrik es presentado con un cono de tráfico en la cabeza, en una alusión al Mago de Oz, lo cual se ha convertido en una "marca" para los fanes.
- Datos: Q1035348
- Multimedia: Henrik Klingenberg / Q1035348